# Encephalartos hildebrandtii
Encephalartos hildebrandtii — вид голонасінних рослин класу саговникоподібні (Cycadopsida).
Етимологія: вшанування німецького дослідника і ботаніка 19-го століття J-M-Hildebrandt, колекціонера типового зразка.

## Опис
Рослини деревовиді; стовбур 6 м заввишки, 30 см діаметром. Листки довгочерешкові, завдовжки 200—300 см, темно-зелені, дуже блискучі; хребет зелений, злегка зігнутий; черешок прямий, з 1–6 колючками. Листові фрагменти ланцетні; середні — 20–26 см завдовжки, 28–36 мм завширшки. Пилкові шишки 3–8, веретеновиді, зелені або жовті, завдовжки 20–50 см, 5–9 см діаметром. Насіннєві шишки 2–4, яйцеподібні, жовті, завдовжки 28–60 см, 15–25 см діаметром. Насіння довгасте, завдовжки 30–38 мм, шириною 15–20 мм, саркотеста червона або оранжева або жовта.

## Поширення, екологія
Країни поширення: Кенія; Танзанія. Росте на висотах від рівня моря до 600 м. В основному знайдений у прибережних вічнозелених чагарниках і сухих низовинних лісах, на червоних суглинках і супіщаних ґрунтах серед трави і коралових скель.

## Загрози та охорона
Руйнування довкілля в результаті урбанізації, розвитку прибережної курортної зони та розширення сільськогосподарського виробництва має прямий вплив на види. Колишні великі субпопуляції виду були втрачені в результаті цього. Є у численних охоронних територіях, включаючи: англ. Jozani Forest Reserve, Saadani National Park, Amani Nature Forest Reserve, Arabuko Sokoke Forest Reserve.